# 陳嚴之
陳嚴之（1527年—1591年），字泰仲，福建福州府閩縣人，民籍，明朝政治人物。

## 生平
嘉靖三十一年（1552年）壬子科福建鄉試第七十五名舉人。隆慶二年（1568年）中式戊辰科會試第三十八名，三甲第二百六十五名進士。授江西泰和县知县，为官清正廉明，五年调任景宁县，历官至雲南永昌府知府、云南按察副使，因拒缅甸入侵有功，受到表彰。

## 家族
曾祖陳叔紹，按察司副使；祖父陳璟；父陳垠。前母鄭氏；母林氏。慈侍下。兄陈南之、陈全之（布政司参政）。